# Spinnenkopmolen

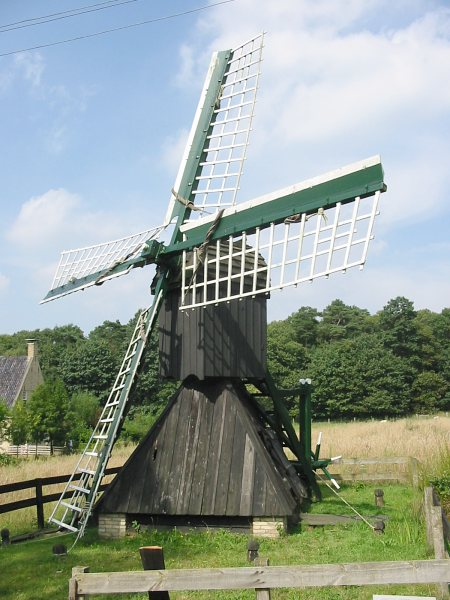
Spinnenkopmolen zonder lange spruit in het Openluchtmuseum te Arnhem

De spinnenkopmolen is een kleine windmolen met een vlucht (lengte van twee wieken samen) van ongeveer 8 tot 15 meter. Hij is geschikt voor de bemaling van kleine polders. Door de eenvoud van de molen is hij makkelijk te bedienen. Er zijn twee spinnenkopmolens die niet gebruikt worden voor polderbemaling. De spinnenkopmolen De Vlijt in Koudum is een korenmolen en de spinnenkopmolen in Wedderveer is een houtzaagmolen.
In Nederland zijn bijna 30 spinnenkopmolens aanwezig, waarvan 26 molens in Friesland. De grootste hiervan is het Doris Mooltsje in de buurt van Oudega. Dit is tevens de oudste spinnenkopmolen van Friesland. De kleinste spinnenkopmolen is Terpzigt bij Marssum.

## Constructie
De kop (bovenhuis) met daaraan de wieken kan horizontaal draaien, waardoor de kop met het wiekenkruis zodanig gedraaid kan worden dat de wieken het beste de wind kunnen vangen. De vierkante of achtkantige ondertoren (onderste deel) staat vast. Door een holle koker loopt de koningsspil van de kop naar de ondertoren, waar de overbrenging zit naar de vijzel of het scheprad (De Himriksmole in Tietjerk). Dit is een vergelijkbare constructie als gebruikt wordt voor een wipmolen. Bij een wipmolen wordt echter van een bovenhuis in plaats van een kop gesproken.
De spinnenkopmolen heeft slechts een zetel waar de kop op draait, dit in tegenstelling tot de wipmolen die er twee heeft. De zetelplaat ligt op het boventafelement. De bovenkant van de koker van de spinnenkopmolen wordt vastgehouden door een kokerkraag. Daarboven ligt de steenburrie die om de koker (De Wicher) of om de koningsspil zit. Verder is van de spinnenkopmolen de ondertoren lager en de kop hoger in vergelijking met de wipmolen. Hierdoor ligt de bovenas bij de spinnenkopmolen met een vierkante ondertoren ook schuiner dan bij de wipmolen, omdat de wieken anders de hoeken van de ondertoren zouden raken. De trapbomen van een spinnenkopmolen rusten met een keep op de achterzomer en lopen langs de achterste hoekstijlen door tot onder de daklijst. Ook heeft deze molen voor het kruien vaak een lange spruit, die tegen de achterzijde van de voorste hoekstijlen zit.

## Afbeeldingen
|  |  |  |  |
|  |  |  |  |

Amerikaanse windmotor ·
beltmolen ·
bovenkruier ·
grondzeiler ·
paltrokmolen ·
spinnenkop ·
standerdmolen ·
kotmolen ·
stellingmolen ·
houten achtkant ·
ronde stenen molen ·
tjasker ·
torenmolen ·
weidemolen ·
wipmolen ·
monniksmolen (Friese mounts) ·
tonmolen ·
windturbine ·
Bosman-molentje

Verwant artikel: Windmolens in Nederland